# 富貴吉祥
《富貴吉祥》（英語：The Perfect Match）是1991年上映的一部香港愛情喜劇電影，由冼杞然執導，林子祥、張曼玉、周慧敏及張學友主演，為當年德寶電影公司的賀歲片。此劇的幕後製作大部份為1990年賀歲片《三人新世界》的製作班底。

## 劇情
國際著名指揮家古樹林（林子祥 飾）到香港演出期間被叛逆青年甘志杰（張學友 飾）及富家女菲勒當娜（周慧敏 飾）作弄及勒索， 因而結識志杰姊姊甘中玉（張曼玉 飾）。

## 角色
| 演員   | 角色     | 備註                                 |
| 林子祥 | 古樹林   | 國際著名指揮家 綽號筷子              |
| 張曼玉 | 甘中玉   | 車房修理員 甘志杰之姊                |
| 張學友 | 甘志杰   | 叛逆青年 甘中玉之弟 菲勒當娜之男朋友 |
| 周慧敏 | 菲勒當娜 | 叛逆少女 甘志杰之女朋友 麥當娜之女   |
| 沈殿霞 | 麥當娜   | 餅店皇后 菲勒當娜之母                |
| 許紹雄 | 牙籤     | 古樹林之好友                         |
| 文雋   | 盲俠     | 古樹林之好友                         |
| 陳國新 | 香口膠   | 古樹林之好友                         |
| 葉漢良 | 老葉     | 古樹林之好友                         |
| 苑瓊丹 |          | 古樹林在香港之助手                   |
| 鄭柏林 | 小柏林   |                                      |
| 謝偉傑 | 小妖     |                                      |
| 黎彼得 |          |                                      |
| 盧業瑂 |          |                                      |
| 梁鴻華 |          |                                      |
| 侯煥玲 |          |                                      |
| 冼錦青 |          |                                      |
| 郭彼得 |          |                                      |

## 電影歌曲
| 歌名         | 演唱者        | 作曲            | 填詞   |
| 〈敢爱敢做〉 | 林子祥 葉蒨文 | Hammond、Warren | 潘偉源 |

## 軼事
- 此劇的幕後製作大部份曾為1990年賀歲片《三人新世界》的製作班底。

## 外部連結
- 香港影庫上《富貴吉祥》的資料（繁體中文）
- 互联网电影数据库（IMDb）上《富貴吉祥》的资料（英文）